# Almási Sándor (színművész)
Almási Sándor, névvariáns: Almásy (Szeged, 1975. február 23. –) magyar színész.

## Életpályája
Szülővárosában a Tömörkény István Gimnáziumban érettségizett. 1998-ban végzett a Színház- és Filmművészeti Főiskolán, Zsámbéki Gábor osztályában. Főiskolásként, gyakorlaton 1997-1998-ban a Katona József Színházban szerepelt, majd 1998-tól az Újszínház tagja.
Vendégművészként szerepelt a Budapesti Kamaraszínházban, a Thália Színházban, a József Attila Színházban, az RS9 Színházban, a Szkéné Színházban, a Pinceszínházban, a Veszprémi Petőfi Színházban, a Szegedi Szabadtéri Színpadon, a Spirit Színházban, Ivancsics Ilona és Színtársainál és a Hatszín Teátrumban.

## Színházi szerepei
- Gerhart Hauptmann: Henschel fuvaros:...George
- Gerhart Hauptmann: Patkányok...Bruno
- Herczeg Ferenc: Majomszínház...Tomy
- Christopher Marlowe: Doktor Faustus...A rheimsi érsek
- Friedrich Dürrenmatt: Angyal szállt le Babilonba...Nebukadnecár
- Georges Feydeau: Hagyjál békén!...Cheuneviette
- Georg Büchner: Leonce és Léna...Leonce
- Bertolt Brecht: Egy nagyváros dzsungelében...George Garga
- Anton Pavlovics Csehov: Cseresznyéskert...Jása, fiatal inas
- Anton Pavlovics Csehov: Három nővér: Vaszilij Vasziljevics Szoljonij
- William Shakespeare: Szeget szeggel...szereplő (Katona József Színház)
- William Shakespeare: Posthumus Leonatus: Cymbeline...(Imogen férje) (Budapesti Kamaraszínház - Ericsson Stúdió)
- William Shakespeare: Szentivánéji álom...Sipák
- William Shakespeare: Rómeó és Júlia...Mercutio
- William Shakespeare: Ahogy tetszik...Próbakő (bohóc)
- Csiky Gergely: Ingyenélők...Darvas Károly
- Virginia Woolf: Orlando...Orlando (Budapesti Kamaraszínház - Shure Stúdió)
- Phaedra 2000...szereplő (Szkéné Színház)
- Tóth Ede műve alapján: A Falunk rossza...A Szerelmes Feledi (a Lajos)
- Molière: A mizantróp...Clitandre márki
- Molière: Úrhatnám polgár...Tánctanár
- Molière: A fösvény...Cléante (Harpagon fia, Mariane szerelmese)
- Makszim Gorkij: Éjjeli menedékhely...Aljoska
- Makszim Gorkij: Éjjeli menedékhely...Vaszka Pepel, csibész (Veszprémi Petőfi Színház)
- Per Olov Enquist (Tribádok éjszakája című műve alapján) Vérszívók...August Strindberg (Szkéné Színház)
- E. T. A. Hoffmann – Lőrinczy Attila: A csoda alkonya...Boldizsár (a kerepesi egyetem diákja, költő)
- Zalán Tibor: Angyalok a tetőn...Ördög
- August Strindberg: Csak bűnök és bűnök... ...Maurice
- Sam Shepard: Hazug képzelet...Mike
- Harold Pinter: Árulás...Jerry (RS9 Színház)
- Kálmán Imre: Csárdáskirálynő...Mérő (Szegedi Szabadtéri Színpad)
- Carlo Gozzi: Turandot...Zannik
- Szép Ernő: Vőlegény...Pimpi (a karmester)
- Péterfy Gergely: A vadászgörény...Tévészerelő, ((Farkas Béla))
- Peter Weiss: Marat/Sade...Kokó
- Dale Lanner – Paul Henning – Stanley Shapiro műve alapján: Vadorzók...Freddy Benson
- Caryl Churchill: caryl churchill: sokan (a number)...Salter (Szöveg Színház Színházi Egyesület)
- Bolyki Brothers: Dr. Bubó...Róka (Papp László Budapest Sportaréna)
- Jaross Viktória: L'élek az esőben...szereplő
- Arni Ibsen: Mennyország...Beggi (RS9 Színház)
- Nagy Ignác – Parti Nagy Lajos: Tisztújítás (A Local Election)...Dr. Heves (ügyvéd)
- Búss Gábor Olivér – Hársing Hilda – Rudolf Péter: Keleti Pu. ...szereplő
- Fjodor Mihajlovics Dosztojevszkij: Szonya...Luzsin
- Marius von Mayenburg: A csúnya...Karlmann
- Ács János: Casanova Muovo...Casanova (Seintgalt lovagja)
- Vinnai András – Anger Zsolt: Furnitur, avagy a kényelem utolsó percei...Ugo Zanithier (a fürdő)
- Carlo Goldoni: Nyári kalandok (Trilogia della villeggiatura)...Ferdinando (minden lében kanál, haszonleső alak)
- Molnár Ferenc: A hattyú...Albert herceg (trónörökös)
- Barabás Pál – Harmath Imre - Eisemann Mihály: Kávé habbal...Robby
- Paulo Coelho: Tizenegy perc...Rodolfo (textilbolt tulajdonos Brazíliában) (Thália Színház)
- Beth Henley: A szív bűnei...Doc Porter (Meg hajdani udvarlója)
- John Steinbeck: Édentől keletre...Szerelő
- Friedrich Schiller: Don Carlos...Alba herceg
- Alekszandr Nyikolajevics Osztrovszkij: Erdő...Bulanov
- Karafiáth Orsolya – Bella Máté: A macskadémon...András, 40 körüli újságíró, depressziós – tenor (Felolvasó Színház - Dunaparti Művelődési Ház)
- Thomas Mann: A Varázshegy...Lodovico Settembrini
- Michel de Ghelderode: Virágos kert...szereplő
- Hunyady Sándor: Feketeszárú cseresznye...Csaholyi (hadnagy) (József Attila Színház)
- Nyirő József: Jézusfaragó ember...Éltes Dávid
- Pinter '2 in 1'...szereplő (RS9 Színház)
- Edoardo Sanguineti: Álomfejtés...szereplő
- Sütő András: Ábel...Surgyelán (Komisszár, Rapper)
- Pataki Éva: Edith és Marlene...Férfiak (Spirit Színház)
- Szőke István Atilla: Országjáró Mátyás király...Ordító Lajos (Pomázi kovács, Húsos Mihály)
- Vörös Róbert: Szeretni veszélyes...Anton Serge Lifar (a festőművész) (Interaktív Vacsoraszínház)
- Jókai Mór: A bolondok grófja...Koromfi
- Jókai Mór: A kőszívű ember fiai...Baradlay Ödön
- "Egy rózsaszál – miről beszél?"...szereplő (Józsefvárosi Galéria)
- Pozsgai Zsolt: Meztelen éj - Mozart...Mozart
- Harsányi Zsolt: A bolond Ásvayné...Ásvay (Iván)
- Topolcsányi Laura: A toll...Márió (színész)
- Henrik Ibsen: A vadkacsa...Gregers Werle (a fia) (Veszprémi Petőfi Színház)
- Hubay Miklós: Elnémulás...Renegát (Ivancsics Ilona és Színtársai)
- Jaross-Giorgi Viktória: Merre tartasz, Ember?...Férfi (Hatszín Teátrum)
- Mikszáth Kálmán: A Noszty fiú esete Tóth Marival...Noszty Ferenc (huszárhadnagy)
- Wass Albert: A funtineli boszorkány...Mitru (a Báró embere)
- Páskándi Géza: A királylány bajusza...Taknyóczy Poci grófocska
- Fazekas István: A Béres...Dongó, az MSZMP vidéki kádere
- Fazekas István: A méltatlan...szereplő (Felolvasó Színház)
- Egy rózsaszál szebben beszél...szereplő (Pinceszínház)
- Kocsis István: A királynő aranyból van (Stuart Mária)...Darnley hercege (a királynő férje)
- Kocsis István: Megszámláltatott fák...Tügel százados
- Falussy Lilla: Ricse, Ricse, Beatrice...Korda György
- Móricz Zsigmond: Sári bíró...Jóska, a fiúk
- Herczeg Ferenc: Bizánc...Laszkarisz, tengernagy

## Filmszerepei
- Magyar Passió (2021)...Táborparancsnok
- A hentes (tévéfilm) színész (magyar filmsor., 2021)
- A mi kis falunk (tévéfilm)...Tóni (magyar filmsor., 2017–)
- Kossuthkifli Maradék magyarcímű rész (magyar filmsor., 2015)...Bekötött fejű dezentor
- Ábel színész (magyar rövidf., 2012)
- Marslakók 27. rész; 66. rész; 67. rész; 68. rész;(magyar filmsor., 2012)...Fater
- MAB színész (magyar thrillersor., 2010)
- Keleti pu. (tévéfilm) színész (tévéf., 2010)
- Üvegtigris 2. (magyar játékf. 2006)...Klarinétos
- Ébrenjárók színész (magyar filmdráma, 2002)
- Valami Amerika (magyar játékf. 2002)
- Örök tavaly (magyar játékf., 2001)...Sanya
- Valaki kopog (televíziós sorozat) Premier című rész (2000)
- Kisváros (tévéfilm) színész (magyar tévéfilmsor., 2000)
- Premier (tévéfilm) színész (magyar kisjátékf., 1999)
- Pannon töredék színész (magyar történelmi dráma, 1998)...Sziráki Péter
- Csinibaba színész (magyar zenés vígj., 1997)...Attila

## Díjai és kitüntetései
- Paulay Ede-díj (2010)